# William Nigh
William Nigh (Berlin, 12 ottobre 1881 – Burbank, 27 novembre 1955) è stato un regista, sceneggiatore e attore statunitense.

## Biografia
William Nigh nacque nel 1881 nel Wisconsin. Iniziò a lavorare nell'industria cinematografica nel 1913, interpretando a fianco di Lamar Johnstone il cortometraggio A Warm Welcome. L'anno seguente, interpretò diciassette pellicole, debuttando anche come regista: diresse, insieme a Lucius Henderson, il western Salomy Jane. Fu il primo dei 119 film di cui firmerà la regia nella sua carriera durata fino al 1948. 
Fu anche sceneggiatore, montatore e produttore.
Morì a Burbank, in California, il 27 novembre 1955, a settantaquattro anni.

## Filmografia parziale

### Regista
- Salomy Jane, co-regia di Lucius Henderson (1914)
- Story of Jewel City - cortometraggio (1915)
- A Royal Family (1915)
- Emmy of Stork's Nest (1915)
- A Yellow Streak (1915)
- Her Debt of Honor (1916)
- The Kiss of Hate
- Notorious Gallagher (ovvero His Great Triumph) (1916)
- The Child of Destiny (1916)
- Life's Shadows (1916)
- The Blue Streak (1917)
- The Slave (1917)
- Wife Number Two (1917)
- Thou Shalt Not Steal (1917)
- My Four Years in Germany (1918)
- The Fighting Roosevelts (1919)
- Beware! (1919)
- Democracy: The Vision Restored (1920)
- Skinning Skinners (1921)
- The Soul of Man (1921)
- Why Girls Leave Home (1921)
- School Days (1921)
- Your Best Friend (1922)
- Notoriety  (1922)
- Marito sognato o Romanzo turbinoso, ovvero: l'uomo, la donna e il tabarin (Marriage Morals)  (1923)
- Among the Missing (1923)
- The Guest  (1924)
- Her Memory (1924)
- Born Rich (1924)
- Fear-Bound  (1925)
- The Little Giant  (1926)
- Casey of the Coast Guard (1926)
- Free Kisses  (1926)
- The Fire Brigade  (1926)
- The Nest (1927)
- Mr. Wu  (1927)
- Il bandito solitario (The Law of the Range) (1928)
- Amore e mare (Across to Singapore) (1928)
- Quattro mura (Four Walls) (1928)
- Notti nel deserto (Desert Nights) (1929)
- Il ferroviere (Thunder) (1929)
- Lord Byron of Broadway, co-regia Harry Beaumont (1930)
- Today (1930)
- L'inafferrabile (Fighting Thru o California in 1878) (1930)
- The Single Sin (1931)
- Dangerous Daze (1931)
- Lightning Flyer (1931)
- The Sea Ghost (1931)
- Without Honor  (1932)
- Border Devils  (1932)
- The Night Rider (non accreditato)  (1932)
- Men Are Such Fools (1932)
- He Couldn't Take  (1933)
- La nave del mistero (Mystery Liner) (1934)
- School for Girls   (1934)
- House of Mystery (1934)
- City Limits   (1934)
- Monte Carlo Nights (1934)
- Once to Every Bachelor   (1934)
- Two Heads on a Pillow   (1934)
- The Mysterious Mr. Wong   (1934)
- Sweepstakes Annie (1935)
- Without Children   (1935)
- La donna dello scandalo (The Headline Woman) (1935)
- Dizzy Dames  (1935)
- She Gets Her Man (1935)
- His Night Out (1935)
- The Old Homestead (1935)
- Don't Get Personal (1936)
- Il passo della morte (Crash Donovan) (1936)
- North of Nome (1936)
- Bill Craks Down (1937)
- The Law Commands  (1937)
- The 13th Man  (1937)
- Hoosier Schoolboy  (1937)
- Atlantic Flight  (1937)
- Luna di miele in tre (A Bride for Henry)  (1937)
- Boy of the Streets (1938)
- La rosa di Rio Grande (Rose of the Rio Grande)  (1938)
- Female Fugitive  (1938)
- Senza mamma (Romance of the Limberlost)  (1938)
- La morte invisibile (Mr. Wong, Detective)  (1938)
- Il figlio del gangster (Gangster's Boy)  (1938)
- Io sono un criminale (I Am a Criminal)  (1938)
- Vendetta (The Mystery of Mr. Wong) (1939)
- Gli eroi della strada (1939)
- Città cinese (Mr. Wong in Chinatown)  (1939)
- Gli ammutinati (Mutiny in the Big House)  (1939)
- L'ora fatale (The Fatal Hour) (1940)
- Son of the Navy (1940)
- Condannato a morte (Doomed to Die) (1940)
- The Ape (1940)
- Gardenia insanguinata (Secret Evidence)  (1941)
- Dietro le persiane  (1941)
- The Kid from Kansas  (1941)
- Mob Town  (1941)
- Zis Boom Bah  (1941)
- Mr. Wise Guy (1942)
- Black Dragons (1942)
- The Strange Case of Doctor Rx  (1942)
- Escape from Hong Kong  (1942)
- Tough As They Came  (1942)
- City of Silent Men  (1942)
- La dama di Chung-King (Lady from Chungking) (1942)
- Corregidor (1943)
- Lo spettro in viaggio di nozze (The Ghost and the Guest) (1943)
- The Underdog (1943)
- I figli ribelli (Where Are Your Children?)  (1943)
- Trocadero (1944)
- Are These Our Parents?  (1944)
- Gioia di vivere (Forever Yours) (1945)
- Divorce (1945)
- L'avventuriera di San Francisco (Allotment Wives)
- The Gay Cavalier (1946)
- Partners in Time (1946)
- South of Monterey (1946)
- La bella e il bandito (Beauty and the Bandit)
- Riding the California Trail (1947)
- L'impronta dell'assassino (I Wouldn't Be in Your Shoes) (1948)
- Stage Struck (1948)

### Attore
- The Oath of Tsuru San, regia di Lucius Henderson - cortometraggio (1913)
- A Warm Welcome - cortometraggio (1913)
- The Rival Pitchers (1913)
- Mrs. Brown's Burglar (1913)
- The Pride of the Force (1913)
- Educating His Daughters (1914)
- The Lackey  (1914)
- The Power of the Mind (1914)
- The Vengeance of Najerra (1914)
- A Turn of the Cards - cortometraggio (1914)
- The Clerk - cortometraggio (1914)
- The Higher Law - cortometraggio (1914)
- The Reform Candidate - cortometraggio (1914)
- The Rival Barbers - cortometraggio (1914)
- Atonement - cortometraggio (1914)
- In the Spider's Web - cortometraggio (1914)
- Salomy Jane, regia di Lucius Henderson e William Nigh (1914)
- A Royal Family, regia di William Nigh  (1915)
- Her Debt of Honor, regia di William Nigh (1916)
- Notorious Gallagher, regia di William Nigh (1916)
- Life's Shadows, regia di William Nigh (1916)
- The Blue Streak, regia di William Nigh  (1917)
- My Four Years in Germany, regia di William Nigh (1918)
- The Rainbow Trail, regia di Frank Lloyd (1918)
- Beware!, regia di William Nigh  (1919)
- Democracy: The Vision Restored, regia di William Nigh  (1920)
- Fear-Bound, regia di William Nigh (1925)

### Sceneggiatore
- The Oath of Tsuru San, regia di Lucius Henderson - cortometraggio (1913)
- Story of Jewel City, regia di William Nigh  - cortometraggio (1915)
- A Yellow Streak, regia di William Nigh (1915)
- Her Debt of Honor, regia di William Nigh (1916)
- Notorious Gallagher, regia di William Nigh (1916)
- The Child of Destiny, regia di William Nigh (1916)
- Life's Shadows (1916)
- The Blue Streak, regia di William Nigh (1917)
- The Slave, regia di William Nigh (1917)
- Wife Number Two, regia di William Nigh (1917)
- Why Girls Leave Home, regia di William Nigh (1921)
- School Days  (1921)
- Your Best Friend, regia di William Nigh (1922)
- Rags to Riches, regia di Wallace Worsley (1922)
- Notoriety (1922)
- Marriage Morals  (1923)
- Born Rich, regia di William Nigh (1924)
- Fear-Bound (1925)
- The Sea Ghost, regia di William Nigh (1931)
- Gioia di vivere (Forever Yours) (1945)

### Produttore
- Notorious Gallagher, regia di William Nigh (1916)
- Born Rich, regia di William Nigh (1924)
- Mr. Wu, regia di William Nigh (1927)
- Amore e mare (Across to Singapore), regia di William Nigh (1928)
- Notti nel deserto (Desert Nights), regia di William Nigh (1929)

### Montatore
- My Four Years in Germany, regia di William Nigh (1918)
- Kaiser's Finish, regia di Jack Harvey e Cliff Saum (1918)